# Sergej Mokritskij
Sergej Mokritskij (russisk: Сергей Евгеньевич Мокрицкий) (født 18. februar 1961 i Polijanovka i Sovjetunionen) er en russisk filminstruktør og manuskriptforfatter.

## Filmografi
- Bitva za Sevastopol (Битва за Севастополь, 2015)[1][2]
- Tjernovik (Черновик, 2018)